# Ticket to Paradise
Ticket to Paradise är en australisk-brittisk-amerikansk romantisk komedifilm från 2022 i regi av Ol Parker. Filmen hade biopremiär i Australien den 15 september 2022, följt av Storbritannien den 20 september och Sverige den 30 september samma år. De två huvudrollerna i filmen spelas av George Clooney och Julia Roberts.

## Handling
De två vännerna och skolkamraterna Lily och Wren reser till Bali i Indonesien efter examen. Där snorklar de ute i havet men blir lämnade av turistbåten. Räddningen kommer med den lokale tångodlaren Gede, och tycke uppstår mellan Lily och Gede. Lilys föräldrar, de två exmakarna David och Georgia Cotton, får senare veta att det unga paret tänker gifta sig, varpå de reser från Los Angeles till Bali för att försöka hindra Lily från att gifta sig med en för dem helt okänd man som hon precis har mött.

## Rollista i urval
- George Clooney – David Cotton
- Julia Roberts – Georgia Cotton
- Kaitlyn Dever – Lily Cotton (David och Georgias dotter)
- Billie Lourd – Wren Butler (Lilys bästa vän)
- Maxime Bouttier – Gede (Lilys blivande brudgum)
- Lucas Bravo – Paul (Georgias pojkvän)

## Filmning
Filmandet ägde rum i Queenslands kustlandskap mellan november 2021 och februari 2022. Specifika områden innefattar Whitsundayöarna, Gold Coast, Tamborine National Park, Brisbane Airport och Moreton Island.